# René Métain
René Métain (* 22. Mai 1903 in Potsdam, Deutschland; † 23. November 1984 in Frankreich) war ein deutsch-französischer Filmeditor.

## Leben und Wirken
Métain wurde als Sohn französischer Eltern in Potsdam geboren. Sein zweieinhalb Jahre älterer Bruder Charles Métain, der beim deutschen Film bis 1933 als Kameramann und Tontechniker gearbeitet hatte, kam noch in Frankreich (Bordeaux) zur Welt. In den 1920er Jahren betrieb René Métain Kunststudien u. a. bei Wassily Kandinsky, ehe er, kurz vor der Übergangsphase vom Stumm- zum Tonfilm, seinem Bruder Charles folgte und in der Filmbranche Fuß zu fassen versuchte. An der Seite von Charles half René Métain 1930 bei der Regie der französischsprachigen Fassung von Harry Piels Sensationsfilm “Er oder ich”.
Noch im selben Jahre wurde René Métain, zwischenzeitlich zum Schnittmeister ausgebildet, auch im Bereich Filmschnitt eingesetzt. Das gesamte Jahrzehnt hindurch sorgte René bis kurz vor Ausbruch des Zweiten Weltkriegs für den Schnitt zahlreicher deutscher Unterhaltungsfilme unterschiedlichster Couleur und im Dienste verschiedenster Produktionsfirmen. In den frühen 1930er Jahren kümmerte sich der perfekt bilinguale Métain auch weiterhin gelegentlich um französischsprachige Versionen deutscher Produktionen.
Die Kriegserklärung Frankreichs an Deutschland Anfang September 1939 beendete schlagartig die Karriere René Métains, der im Gegensatz zu seinem Bruder nach dem Machtantritt der Nationalsozialisten nach Frankreich heimgekehrt war. Er wurde kaltgestellt. Möglicherweise nahm René Métain daraufhin in den frühen 1940er Jahren die deutsche Staatsbürgerschaft an, jedenfalls ließ man ihn ab 1943 gelegentlich wieder als Filmeditor arbeiten.
Bei Kriegsende 1945 zog Métain endgültig nach Frankreich. Charles Métain, der wissenschaftliche Kurzfilme wie „Oscar le Rotifère“ (1947) und „Les Quatre Petits Tardigrades“ (1953) herstellte, holte ihn an seine Seite und ließ ihn bei der Regie assistieren.
In seinen letzten Lebensjahrzehnten wandte sich René von seiner Filmkarriere ab und widmete sich ganz seiner großen Liebe, der Bildhauerei. Er fertigte, überwiegend aus Eisen, eine Fülle von abstrakten wie gegenständlichen Skulpturen an, die auch zahlreiche internationale Käufer fanden.

## Filmografie
- 1931: Danton
- 1931: Bobby geht los
- 1933: Ich und die Kaiserin
- 1933: Ihre Durchlaucht, die Verkäuferin
- 1934: Alte Kameraden
- 1934: So endete eine Liebe
- 1935: Pygmalion
- 1935: Kirschen in Nachbars Garten
- 1936: Die Leuchter des Kaisers
- 1936: Drei Mäderl um Schubert
- 1936: Fiakerlied
- 1937: Gefährliches Spiel
- 1937: Liebling der Matrosen
- 1937: Die Austernlilli
- 1938: Napoleon ist an allem schuld
- 1938: Prinzessin Sissy
- 1939: Hotel Sacher
- 1939: Schneider Wibbel
- 1939: Wir tanzen um die Welt
- 1943: Die goldene Spinne
- 1943/52: Moselfahrt mit Monika
- 1945: Sag’ endlich ja (unvollendet)